# طارق الكندري
طارق الكندري (17 ديسمبر 1977 -)، ممثل ومذيع كويتي. كانت بدايته في التمثيل عام 2008.

## أعماله

### من المسلسلات
- الداية.
- قلوب حائرة.
- عمر الشقا.
- الشمس تشرق مرتين.
- أيام الفرج.
- إخوان مريم.
- للحب زمن آخر.
- غريب الدار.
- بنات الجامعة.

### من الأفلام
- اللعب في الممنوع.

### تقديم البرامج
قدم برنامج «الميدان» في شهر رمضان 2010 على قناة العدالة.

## روابط خارجية
- طارق الكندري على موقع قاعدة بيانات الأفلام العربية